# Leni (Film)
Leni … muß fort, kurz Leni ist der Titel eines Filmes des Allgäuer Filmemachers Leo Hiemer nach einer wahren Begebenheit in der Zeit des Nationalsozialismus. Der Film erhielt auf mehreren Festivals Auszeichnungen und ist als „Besonders wertvoll“ eingestuft.

## Realer Hintergrund
Das jüdische Mädchen Leni, mit realem Namen Gabriele Schwarz, wurde am 24. Mai 1937 in Markt Oberdorf (Ostallgäu) als Tochter einer aus Augsburg stammenden jüdischen Sängerin geboren. Die Mutter versteckte ihre Tochter im Alter von drei Wochen bei Bauern auf einem Einödhof bei Stiefenhofen im Westallgäu. Nachdem das Versteck bekannt geworden war, kam Leni im Alter von etwa fünf Jahren zunächst ins Waisenhaus der Vinzentinerinnen nach München. Von dort wurde sie 1943 ins Vernichtungslager KZ Auschwitz-Birkenau deportiert und ermordet. Eine Gedenktafel in der Spinnerkapelle am Ortsrand von Oberstaufen und ein Glasfenster in der Pestkapelle oberhalb Stiefenhofens erinnern heute an das Schicksal Lenis.

## Filmhandlung
Die Filmhandlung beginnt mit der Geburt des Kindes, das im Film Magdalena – abgekürzt Leni – heißt, 1937 im Allgäu. Nach einer Nottaufe durch Nonnen übernimmt das ältere, kinderlose Bauernehepaar Johann und Alwina Aibele Leni als Pflegekind. Der Pflegevater ist zunächst sehr reserviert und sieht das Kind anfänglich nur als Belastung, entwickelt dann aber eine besonders intensive Bindung zu ihm. Als Lenis leibliche Mutter nach etwa fünf Jahren auftaucht, um ihr Kind wenigstens einmal zu sehen, wird – da die Fremde offenbar gesehen wurde und im Dorf Gerüchte über das kleine Kind der alten Leute umgehen – der Aufenthaltsort des Kindes bekannt und vom übereifrig-regimetreuen Bürgermeister an den NS-Gauleiter denunziert. Sie forschen nach und informieren die Aibeles, dass Leni, obwohl getauft, nach den Nürnberger Gesetzen nicht arisch ist. Lenis Mutter kommt ein letztes Mal auf den Hof, um Abschied zu nehmen. Der Antisemitismus ist nun auch im Dorf stark. Selbst der Pfarrer ist keine Ausnahme. Als Aibele am Heiligabend durch einen vom Gemeindediener überbrachten Brief des Bürgermeisters erfährt, dass Lenis Mutter auf der Flucht ums Leben gekommen sei, werden die Pflegeeltern vor die Entscheidung gestellt: entweder sie geben Leni fort, oder den geistig behinderten Bruder des Bauern, der bisher als Knecht auf dem Hof mitgearbeitet hat. Weder der alte Aibele-Bauer, dem Leni ans Herz gewachsen ist, noch der aufrechte Dorflehrer können Lenis Abtransport verhindern.